# Bodlokovití
Bodlokovití (Acanthuridae) jsou čeleď paprskoploutvých ryb, na základě tradiční systematiky spadající do řádu ostnoploutví (Perciformes), ovšem nověji řazená do řádu bodloci (Acanthuriformes). K dubnu 2025 zahrnuje celkem šest rodů, přičemž všechny nesou v češtině rodové jméno bodlok: Acanthurus, Ctenochaetus, Naso, Paracanthurus, Prionurus a Zebrasoma. Zejména z eocénu a oligocénu však pochází ještě větší množství rodů fosilních, v minulosti tedy šlo o ještě rozmanitější skupinu.
Bodlokovití dosahují délky těla 16–100 cm. Hřbetní ploutev je nedělená, obvykle nese 4–9 trnů a 19–31 měkkých paprsků. Řitní ploutev nese 2 nebo 3 trny a obvykle 19–36 měkkých paprsků, zatímco břišní ploutve nesou jeden trn a pět, nebo vzácněji tři měkké paprsky (u rodů Naso a Paracanthus). Trny na hřbetní a řitní ploutvi mohou bodloci zafixovat na místě. Nejvýznamnější vlastností, jež jim vynesla i jméno, je přítomnost kostěných čepelí po stranách ocasního násadce. V případě ohrožení je bodloci vztyčují kolmo k ocasu, zatímco v klidu zůstávají čepele složeny podobně jako zavírací nože. Tato adaptace se však neobjevuje u všech zástupců, chybí např. u rodu Naso. Integument pokrývající čepele může mít sekreční funkci, ovšem toxicita takových sekretů zůstává neprokázána. Nedospělí jedinci bodloků malošupinných (Prionurus microlepidotus) však možná mají na jedovou žlázu napojeny ploutevní trny.
Bodlokovití se vyskytují v tropických vodách celého světa, nejmenší počet druhů však žije v Atlantiku. Jde o typické obyvatele korálových útesů, obývají ale i mořské louky a pronikají i do brakické vody okolo mangrovových porostů. Většina druhů se živí býložravě, některé zooplanktonem nebo detritem. Tření probíhá v párech, v párech v rámci širších agregací, anebo ve skupinách, přičemž některé druhy jsou teritoriální. Oplození probíhá ve vodním sloupci. Pro člověka mají bodlokovití význam zejména jako akvarijní ryby, místní je však loví i pro maso.